# Yan Hong
Yan Hong (née le 23 octobre 1966) est une ancienne athlète chinoise spécialiste de la marche athlétique. Elle fut détentrice du record du monde du 10 kilomètres marche.

## Carrière

### Palmarès
| Date | Compétition              | Lieu         | Résultat | Épreuve              | Performance    |
| ---- | ------------------------ | ------------ | -------- | -------------------- | -------------- |
| 1985 | Jeux mondiaux en salle   | Paris        | 2e       | 3 000 mètres marche  | 13 min 06 s 66 |
| 1985 | Coupe du monde de marche | Saint John's | 1re      | 10 kilomètres marche | 46 min 22 s    |
| 1987 | Championnats du monde    | Rome         | 3e       | 10 kilomètres marche | 44 min 42 s    |
| 1989 | Coupe du monde de marche | L'Hospitalet | 20e      | 10 kilomètres marche | 46 min 33 s    |

### Records
| Épreuve              | Performance | Lieu | Date               |
| -------------------- | ----------- | ---- | ------------------ |
| 10 kilomètres marche | 44 min 42 s | Rome | 1er septembre 1987 |